# اسکچ (رستوران)
اسکچ (انگلیسی: Sketch) رستورانی سه ستاره در می‌فر، منطقه‌ای اعیان‌نشین در بخش مرکزی لندن است که مالک آن «مراد معزوز» و سرآشپز آن پیر گانیر است. سبک آشپزی این رستوران «فرانسوی نوین» است که برگرفته از سبک آشپزی مورد استفاده در رستوران سه ستارهٔ پیر گانیر در پاریس است. مراد معزوز پیش‌تر بابت اداره رستوران «مومو» در شمال آفریقا مورد توجه قرار گرفته بود و نخستین فرد آفریقایی‌تبار محسوب می‌شود که سه ستاره میشلن دریافت نمود. ساختمان این رستوران نیز جزء بناهای فهرست‌شده درجه دوم است و محوطۀ غذاخوری آن دارای آثاری از هنرمند بریتانیایی دیوید شریگلی است و دیوید شریگلی طراح میز و صندلی‌های این رستوران هم بوده است.
در سال ۲۰۰۵، اسکچ به عنوان هجدهمین رستوران برتر جهان توسط مجله رستوران رتبه‌بندی شد.
اسکچ در سال ۲۰۰۸ و ۲۰۱۶، برنده جایزه «ای‌ای واین» در انگلستان شد.
از سال ۲۰۲۱، یکی از بخش‌های این رستوران موسوم به «اتاق سخنرانی و کتابخانه»، ۵ ای‌ای رزت دریافت کرد. این بخش از رستوران، نخستین ستاره میشلن خود را در سال ۲۰۰۵، دومین ستاره خود را در سال ۲۰۱۲ و سومین ستاره خود را در سال ۲۰۱۹ دریافت کرد.